# Стефанишин Володимир Іванович
Володи́мир Іва́нович Стефани́шин (нар.14 січня 1898 — пом. 5 листопада 1921) — український військовик, сотник Дієвої Армії УНР.

## Життєпис
Народився у Станіславові на Галичині. З серпня 1914 року служив у Легіоні Українських січових стрільців. У 1916 р. потрапив до російського полону. Останнє звання в австро-угорській армії — підхорунжий.
З січня 1918 р. служив у Галицько-Буковинському курені Січових стрільців військ Центральної Ради. З травня 1918 р. — півсотенний 3-го Січового куреня 2-го Запорізького полку Окремої Запорізької дивізії Армії Української Держави. З листопада 1918 р. — начальник сотні пішої розвідки Окремого загону Січових стрільців Армії Української Держави, згодом — військ Директорії.
У 1919 р. — начальник сотні пішої розвідки у 1-му полку Січових стрільців Дієвої армії УНР.
У 1920 р. служив командиром сотні 6-ї Січової дивізії Армії УНР. З 5 червня 1920 р. — командир 47-го куреня 6-ї Січової дивізії Армії УНР.
Учасник Другого Зимового походу у складі 4-го збірного куреня 6-ї Січової дивізії Армії УНР.
Загинув у бою за Коростень 7 листопада 1921 року.